# Weniger entwickelte Länder
Unter weniger entwickelten Ländern (Begriff aus dem Englischen: LEDCs oder Less Ecomomically Developed Countries) versteht man eine von den Vereinten Nationen vorgenommene Einstufung von Ländern, die wirtschaftlich und politisch als weniger stark eingestuft werden, jedoch auch nicht als am wenigsten entwickelte Länder gelten. Teilweise wird der Begriff auch als deckungsgleich mit developing countries benutzt.
Der Begriff wird auch außerhalb der Vereinten Nationen benutzt, so innerhalb des Vertrages von Montevideo oder im Rahmen der Welthandelsorganisation.

## Kriterien
Konkret muss ein Land, um als „Weniger entwickeltes Land“ eingestuft zu werden, bei folgenden Indizes in die vorletzte Stufe fallen:
1. Menschlicher Vermögensindex (HAI) – liefert Aussagen über soziale Merkmale wie Gesundheit und Bildung. Historisch ersetzt er den früheren Augmented Physical Quality of Life Index (APQLI). Er macht Angaben zur Zufuhr von Nahrungsenergie pro Kopf in % des Minimalbedarfs, zur Kindersterblichkeitsrate, zur Alphabetisierungsrate unter Erwachsenen und zur Einschulungsrate in Sekundarschulen. Gemäß der Einschätzung der Vereinten Nationen ist ein Wert von mindestens 66 von 100 erforderlich, um nicht mehr als am wenigsten entwickeltes Land eingestuft zu werden.[3]
2. Wirtschaftlicher Verwundbarkeitsindex (EVI) – beschreibt die Verwundbarkeit von Gesellschaften und ersetzt den alten Index der ökonomischen Diversifizierung (EDI). Er orientiert sich an den Exporten, der Instabilität der Exporterlöse, der Agrarproduktion und dem Anteil von verarbeitender Industrie und Dienstleistungen am BIP. Gemäß der Einschätzung der Vereinten Nationen muss ein Staat einen EVI Wert von 32 von 100 oder niedriger haben, um kein am wenigsten entwickeltes Land zu sein.[3]
3. Ein Staat benötigt zumindest ein BSP pro Kopf von 1,222 USD um nicht mehr ein am wenigsten entwickeltes Land zu sein.[3]

## Merkmale
Als weniger entwickelten Ländern werden zahlreiche Länder bezeichnet. Diese sind daher nicht homogen. Folgende Merkmale werden der Gruppe jedoch den weniger entwickelten Ländern jedoch zugeschrieben:
Es wird geschätzt, dass eine Mehrheit der Weltbevölkerung, die an nicht aus reichender Ernährung leiden in weniger entwickelten Ländern beheimatet sind. Im Jahr 1998 lebten nach Schätzungen der Vereinten Nationen 40 % der Bevölkerung weniger entwickelten Ländern in städtischen Gebieten.
Ein Großteil der Bevölkerung ist im Agrarsektor tätig. Es gibt ein geringes Lohnniveau. Im Rahmen von Migrationsbewegungen wird davon gesprochen, dass diese sich von weniger entwickelten Ländern bewegen. Als Fluchtursachen werden dabei die Zunahme von Armut und Gewalt an Personen und durch Strukturen sowie ein Anstieg der Bevölkerung und eine Zerstörung der Umwelt genannt. Deshalb liegt in weniger entwickelten Ländern mit Stand von 2010 der Anteil von Migranten an der Bevölkerung, so wie bei am wenigsten entwickelten Ländern, bei unter 2 %.
Im Vergleich zu entwickelten Ländern sind in den meisten Ländern, wobei es dort auch Ausnahmen gibt, mehr Frauen verheiratet.
Raymond Vernon beschrieb, dass im Produktionszyklus eines Produktes dies zuerst in entwickelten Ländern produziert wird und später der Produktionsort in weniger entwickelte Länder wechselt. Da diese aber nach der Analyse nur weniger qualifizierte Arbeitskräfte hätten, geschehe dies erst, sobald ein Produkt weitgehend standardisiert ist.
Im Vergleich zu den entwickelten Ländern, wie Japan und Deutschland, haben weniger entwickelte Länder geringere Staatsausgaben.

## Beispiele
Fast 83 % der Weltbevölkerung lebten im Jahr 2013 in weniger entwickelten Ländern. Beispiele für weniger entwickelte Länder sind Bolivien, Peru, Kamerun oder Kenia. Jedoch gehört auch China zu der Gruppe dieser Länder.

## Kritik am Begriff
Die Kommunikationswissenschaftlerin Sigrid Kannengießer kritisierte am Begriff weniger entwickelte Länder, so wie an weiteren Begriffen im internationalen Sprachgebrauch, dass diese über den eigentlichen wirtschaftlichen Hintergrund des Begriffes hinaus suggerieren, dass auch kulturell, politisch oder sozial eines der Länder weniger entwickelt sei. Über solche Konnotationen müsste man sich bei Benutzen dieses Begriffes im klaren sein.